# Újpest
Újpest – dzielnica stolicy Węgier, Budapesztu. W miejskiej numeracji administracyjnej oznaczona numerem IV.

## Położenie
Dzielnica Újpest znajduje się w peszteńskiej części miasta. Jest najbardziej wysuniętą na północ dzielnicą miasta. Od wschodu graniczy z XV dzielnicą, od południa z dzielnicą Angyalföld, zaś na południowo-wschodnim krańcu także z dzielnicą Zugló.

## Nazwa
Nazwa Újpest oznacza w języku węgierskim „Nowy Peszt”. Wywodzi się od lokalizacji wsi Újpest – na obrzeżach miasta Peszt.

## Historia
Újpest powstał na północnych obrzeżach miasta Peszt w 1840 roku. Przez kilka dekad była to wieś, lecz w 1907 roku Újpest zyskał prawa miejskie. 1 stycznia 1950 miasto zostało włączone w skład miasta Budapeszt – tzw. Wielkiego Budapesztu, jako jedna z dzielnic miasta.

## Osiedla
W skład dzielnicy wchodzą osiedla:
- Istvántelek
- Káposztásmegyer
- Megyer
- Népsziget (część)
- Székesdűlő
- Újpest

## Komunikacja miejska
W dzielnicy mieszczą się dwie końcowe stacje niebieskiej linii metra: Újpest-Városkapu i Újpest-Központ.

## Sport
W dzielnicy Újpest mieści się siedziba utytułowanego klubu piłkarskiego Újpest FC.

## Miasta partnerskie
- Marzahn-Hellersdorf, Berlin, Niemcy
- Chalkida, Grecja
- Gmina Tyresö, Szwecja